# 夏含夷
夏含夷（英語：Edward L. Shaughnessy，1952年—），芝加哥大学东亚语言与文化系Lorraine J. and Herrlee G. Creel 讲座教授，汉学家，曾任汉学杂志《古代中国》（Early China）主编。

## 生平
- 1952年生于美国宾夕法尼亚州。
- 1974年在圣母大学毕业后，曾在中華民國(臺灣)留学三年，随毓鋆学习三玄。
- 回国后，进入斯坦福大学东亚语文系，分别于1980年、1983年获得硕士学位、博士学位，博士论文为“《周易》的编纂”。
- 1985年受聘为芝加哥大学东亚语文系助教授，
- 1997年晋升为顾立雅（Herrlee Glessner Creel）中国古代史名誉教授。

## 研究领域及其著作
- 主要研究领域西周及战国时期。甲骨學、中国上古文化史、古文字学、经学、《周易》。
- 主要著作：《西周史料：铜器铭文》（1991）
- 《易经：马王堆帛书易经第一英文翻译》（1996）
- 编辑《中国古代新史料：阅读铭文与写本的指南》（1997）
- 《温故知新录：商周文化史管见》（台北：稻禾出版社，1997）
- 《孔子之前：中国经典的创造研究》（1997）
- 《古史异观》（2005）
- 《重写中国古代文献》（2006）
- 《兴与象：中国古代文化史论集》（2012）
- 与鲁惟一（Michael Loewe）合编《剑桥中国古代史》（1999）